# Casalta
Pour les articles homonymes, voir Casalta (homonymie).
Casalta est une commune française située dans la circonscription départementale de la Haute-Corse et le territoire de la collectivité de Corse. Le village appartient à la piève d'Ampugnani, en Castagniccia.

## Géographie
Le village de Casalta, situé en Castagniccia et dans la pieve d'Ampugnani, comprend plusieurs hameaux. Il est situé en Haute-Corse, à 30 kilomètres au sud de Bastia, dans le canton de Fium'Alto d'Ampugnani dont le chef-lieu est La Porta. Le recensement de 2007 donne 51 habitants, et sa superficie  est de 4,91 km2.

## Urbanisme

### Typologie
Au 1er janvier 2024, Casalta est catégorisée commune rurale à habitat très dispersé, selon la nouvelle grille communale de densité à sept niveaux définie par l'Insee en 2022.
Elle est située hors unité urbaine. Par ailleurs la commune fait partie de l'aire d'attraction de Bastia, dont elle est une commune de la couronne,. Cette aire, qui regroupe 93 communes, est catégorisée dans les aires de 50 000 à moins de 200 000 habitants,.

### Occupation des sols
L'occupation des sols de la commune, telle qu'elle ressort de la base de données européenne d’occupation biophysique des sols Corine Land Cover (CLC), est marquée par l'importance des forêts et milieux semi-naturels (93,2 % en 2018), une proportion identique à celle de 1990 (93,2 %). La répartition détaillée en 2018 est la suivante : 
forêts (92,7 %), zones agricoles hétérogènes (6,8 %), milieux à végétation arbustive et/ou herbacée (0,5 %). L'évolution de l’occupation des sols de la commune et de ses infrastructures peut être observée sur les différentes représentations cartographiques du territoire : la carte de Cassini (XVIIIe siècle), la carte d'état-major (1820-1866) et les cartes ou photos aériennes de l'IGN pour la période actuelle (1950 à aujourd'hui).

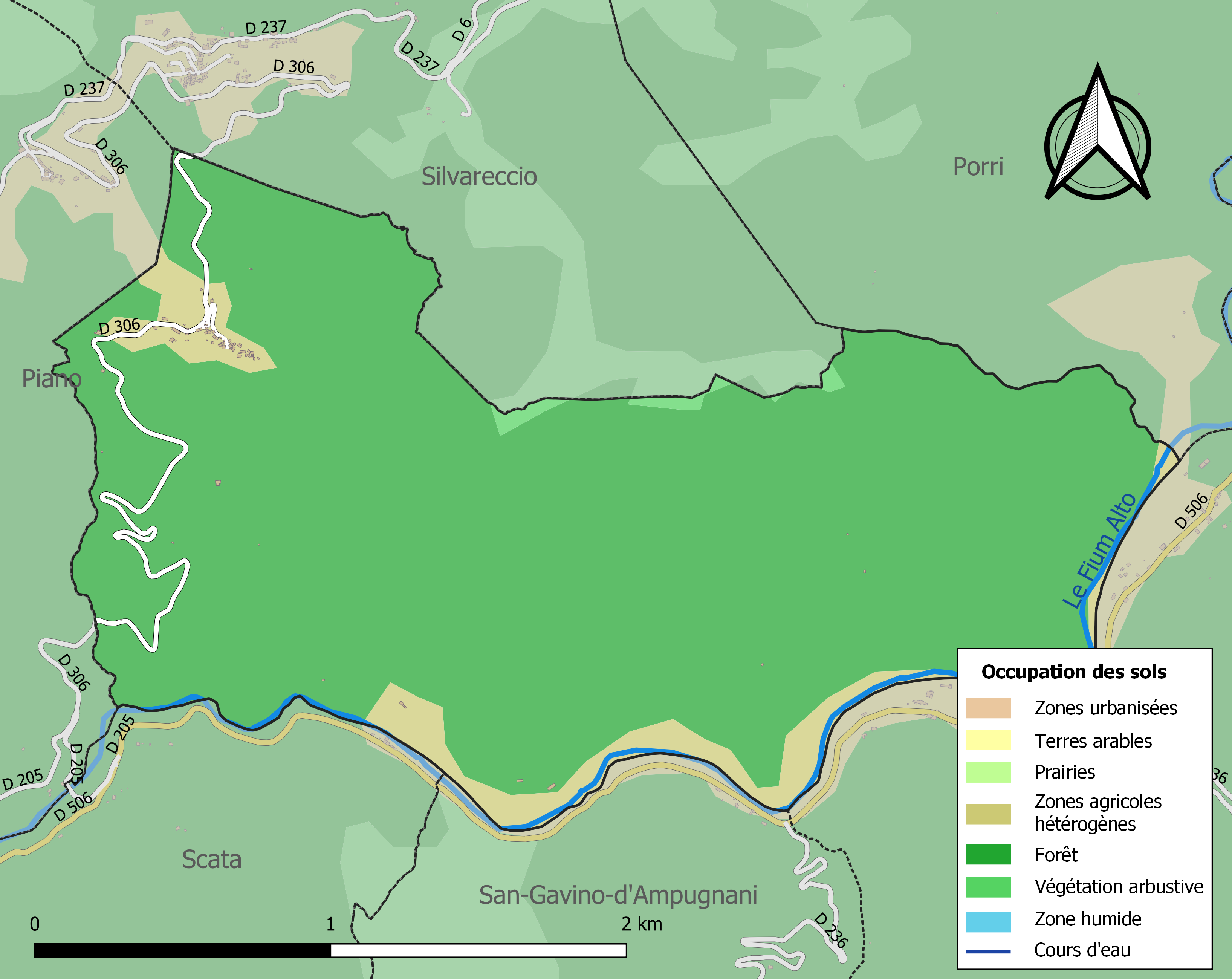
Carte des infrastructures et de l'occupation des sols de la commune en 2018 (CLC).

## Toponymie
Le nom corse de la commune est a Casalta /a gaˈzalta/, « maison haute ». Ses habitants sont les Casaltacci.

## Histoire
La communauté de Casalta était le chef-lieu de la pieve d'Ampugnani, l'église Santa Maria en était le centre.
Aussi, le petit évêché d'Accia y a eu son siège.
La présence de l'ancienne pieve d'Ampugnani, de toponymes comme Monacu, Castelli, Silvella, Vecchio... supposent une occupation antérieure à la fondation du village. Les plus anciens affirment qu'un village nommé Timizolellu existait au lieu-dit Vecchio, malheureusement, mais rien de consistant ne l'etaye encore.
Par contre, ces mêmes anciens rapportent que le village de l'Ampugnanellu a été incendié par les Français... On a d'abord pensé à une intervention lors des Révolutions Corses entre 1729 et 1769, ou lors des épisodes de "pacification", mais il semblerait que cet évènement se soit passé plus d'un siècle plus tôt, dans les années 1550-1560.
En effet, Anton Pietro Filippini dans sa chronique rapporte qu'un des villages détruits pendant les guerres de Sampiero ou Guerre des Français se nommait Castellare. Et Monseigneur Giustiniani, au début du XVIe siècle, rapporte l'existence de ce village de "Castellare d'Ampugnani" au bord du ruisseau de l'Ampugnanellu et près du Fium'altu. L'existence de ce village est aussi confirmée d'une part, par un acte rédigé par un notaire nommé Domenico de Castellare d'Ampugnani, d'autre part, par la toponymie (Castelarelle, Castelluccio, A Borga...).
Après sa destruction, quelques personnes continueront de vivre à l'Ampugnanellu jusqu'au XXe siècle, mais le plus gros de la population, motivée aussi par le péril barbaresque, a pu rejoindre les hauteurs et s'installer là où plus tard se trouveraient Casalta, Silvarecciu ou Pianu.
Le toponyme Affacatoggio, situé tout en bas de Casalta d'abord, décrit une volonté de guetter la vallée, celui de Casalta ensuite, suppose une installation surplombant l'ancien site, ce qui est le cas (l'hypothèse Vecchio y trouve aussi un argument).
Aussi, selon les données de l'inventaire général du patrimoine, Casalta semble connaître une inflation urbanistique au XVIe siècle, et selon l'inscription située dans l'église actuelle, la famille (ou plutôt le clan) Casalta s'affirme dans les années 1560 au village éponyme. Cette affirmation peut paraître pertinente si ce clan occupait déjà le site et que d'autres familles sont venues s'installer sous leur protection.
Enfin, on peut rappeler qu'on ne trouve pas encore de mention de Casalta, Piano ou Silvarecciu avant les Guerres de Sampiero.
On peut avancer que les populations parties de Castellare d'Ampugnani se sont établies ailleurs, une partie se fixant là où se situe aujourd'hui Casalta, d'autres sur les territoires de Silvarecciu ou de Pianu. Pendant un temps, elles ont pu former une seule communauté, Silvarecciu s'en détachant d'abord, puis Piano avant 1795.

## Politique et administration
| Période                                  | Période  | Identité                   | Étiquette | Qualité  |
| ---------------------------------------- | -------- | -------------------------- | --------- | -------- |
| Les données manquantes sont à compléter. |          |                            |           |          |
|                                          |          | Marius Casalta             |           |          |
| 10/1860                                  | 09/1870  | Charles Mathieu Corsetti   |           |          |
| 09/1870                                  | 05/1871  | Antoine Charles De Casalta |           |          |
| 05/1871                                  | 01/1881  | Charles Mathieu Corsetti   |           |          |
| 01/1881                                  | 06/1888  | Etienne Pietri             |           |          |
| 06/1888                                  | 05/1892  | Don Marc Castelli          |           |          |
| 05/1892                                  | 06/1896  | Barthélemy Leonelli        |           |          |
| 06/1896                                  | 05/1908  | Étienne Pietri             |           |          |
| 05/1908                                  | 05/1912  | Simon Corsetti             |           |          |
| 05/1912                                  | 12/1919  | Joseph Donsimoni           |           |          |
| 12/1919                                  | 05/1929  | François Vincetti          |           |          |
| 05/1919                                  | 12/1930  | François Casanova          |           |          |
| 12/1930                                  | 09/1943  | François Xavier Chiappini  |           |          |
| 09/1943                                  | 12/1943  | Côme Campana               |           |          |
| 12/1943                                  | 10/1947  | François Giafferi          |           |          |
| 10/1947                                  | 03/1953  | Louis Paoli                |           |          |
| 03/1953                                  | 03/1983  | Côme Campana               | DVG       |          |
| 03/1983                                  | 03/2001  | Jeanne Campana             |           |          |
| 03/2001                                  | 03/2014  | Ange-Pierre Giafferi       | DVG       |          |
| 03/2014                                  | En cours | Jean-Paul Paoli            | DVD       | Retraité |

## Démographie
L'évolution du nombre d'habitants est connue à travers les recensements de la population effectués dans la commune depuis 1800. Pour les communes de moins de 10 000 habitants, une enquête de recensement portant sur toute la population est réalisée tous les cinq ans, les populations de référence des années intermédiaires étant quant à elles estimées par interpolation ou extrapolation. Pour la commune, le premier recensement exhaustif entrant dans le cadre du nouveau dispositif a été réalisé en 2007.

En 2022, la commune comptait 52 habitants, en stagnation par rapport à 2016 (Haute-Corse : +5,15 %, France hors Mayotte : +2,11 %).
| 1800 | 1806 | 1821 | 1831 | 1836 | 1841 | 1846 | 1851 | 1856 |
| ---- | ---- | ---- | ---- | ---- | ---- | ---- | ---- | ---- |
| 142  | 194  | 165  | 161  | 194  | 204  | 215  | 233  | 242  |

| 1861 | 1866 | 1872 | 1876 | 1881 | 1886 | 1891 | 1896 | 1901 |
| ---- | ---- | ---- | ---- | ---- | ---- | ---- | ---- | ---- |
| 236  | 251  | 272  | 243  | 240  | 231  | 255  | 257  | 258  |

| 1906 | 1911 | 1921 | 1926 | 1931 | 1936 | 1946 | 1954 | 1962 |
| ---- | ---- | ---- | ---- | ---- | ---- | ---- | ---- | ---- |
| 250  | 186  | 191  | 193  | 128  | 126  | 114  | 113  | 110  |

| 1968 | 1975 | 1982 | 1990 | 1999 | 2006 | 2007 | 2012 | 2017 |
| ---- | ---- | ---- | ---- | ---- | ---- | ---- | ---- | ---- |
| 70   | 40   | 35   | 24   | 37   | 51   | 53   | 50   | 53   |

| 2022 | - | - | - | - | - | - | - | - |
| ---- | - | - | - | - | - | - | - | - |
| 52   | - | - | - | - | - | - | - | - |

## Lieux et monuments
- Santa Maria, église romane.
- Église de l'Annonciation, paroisse actuelle. Elle est inscrite à l'Inventaire général du patrimoine culturel[10].
- Ruines de l'évêché d'Accia à Costa di Fiori.
- Lavoir, récemment restauré.